# Хвоево (платформа)
Хво́ево (бел. Хво́ева) — остановочный пункт Барановичского отделения Белорусской железной дороги в Несвижском районе Минской области Беларуси. Расположен в деревне Хвоево; на линии Институт культуры — Барановичи-Полесские, между остановочным пунктом Липа и станцией Погорельцы.
Платформа расположена рядом с одноимённой деревней Хвоево и деревней Клепачи, в нескольких километрах от аг. Снов.

## История
В 1915—1916 году после немецкой оккупации города Барановичи от ныне несуществующей станции Хвоево была проложена железнодорожная линия Хвоево — Снов — Синявка — Ганцевичи. В середине 20-х годов была разобрана.

## Описание
16 регулярных поездов проходят через ж/д станцию Хвоево.
Список регионов, которые соединены маршрутами поездов, проходящими через эту железнодорожную станцию: Минская область, Брестская область.
На железнодорожной станции «Хвоево» можно приобрести билеты до населенных пунктов: Минск, Барановичи, Дзержинск, Фаниполь, Столбцы.
Среднее время остановки на ж/д станции «Хвоево» составляет 1 мин.
Самое длительное время стоянки составляет 1 минуту для поезда, следующего по маршруту 6803 Минск-Пасс. — Барановичи-Полесские.

## Остановочные пункты
| Предыдущая станция | Белорусская железная дорога              | Следующая станция |
| ------------------ | ---------------------------------------- | ----------------- |
| о. п. Липа         | Институт культуры — Барановичи-Полесские | Погорельцы        |